# Сосна чорна (Нова Ушиця, вул. Л. Українки)
Сосна́ чо́рна — ботанічна пам'ятка природи місцевого значення в Україні. Розташована в межах смт Нова Ушиця Кам'янець-Подільського району Хмельницької області, на вул. Л. Українки.
Площа 0,02 га. Статус присвоєно згідно з рішенням 17 сесії облради від 17.12.1993 року № 3. Перебуває у віданні: Новоушицька селищна рада.
Статус присвоєно для збереження кількох дерев сосни чорної.